# Babiná
Babiná este o comună slovacă, aflată în districtul Zvolen din regiunea Banská Bystrica. Localitatea se află la altitudinea de 418 m deasupra n.m., se întinde pe o suprafață de 22,17 km2 și în 2017 număra 553 de locuitori.

## Istoric
Localitatea Babiná este atestată documentar din 1254.

## Demografie
| An:                | 1994 | 2004    | 2014    | 2024   |
| ------------------ | ---- | ------- | ------- | ------ |
| Număr de persoane: | 410  | 458     | 534     | 544    |
| Diferență:         |      | +11,70% | +16,59% | +1,87% |

| An:                | 2023 | 2024   |
| ------------------ | ---- | ------ |
| Număr de persoane: | 539  | 544    |
| Diferență:         |      | +0,92% |